# Erlend Loe
Erlend Loe (Trondheim, 24 de maig de 1969) és un escriptor, guionista i crític de cinema noruec. És molt conegut a Escandinàvia gràcies a les novel·les humorístiques i sovint naïf, encara que les històries que explica són sovint fosques, però que en realitat el que volen és criticar i satiritzar la societat noruega actual.

## Biografia
Erlend Loe va treballar en un hospital psiquiàtric, ho va deixar per convertir-se en periodista freelance del diari noruec Adresseavisen. Actualment Loe viu i treballa a Oslo on el 1998 fou un dels cofundadors de Screenwriters Oslo - una oficina comuna per a guionistes.
El 1993 va iniciar-se a la literatura amb Tatt av kvinnen (Marxa amb la dona), i un any més tard va publicar el llibre per a nens, Fisken (El pescador), amb Kurt com a protagonista, un personatge que reprendrà en altres obres. Loe té un estil ben distintiu que l'acosta a l'art naïf. Fa servir molt sovint la ironia, l'exageració i l'humor. Els llibres que ha escrit per a nens han estat il·lustrats per Kim Hiorthøy. Loe també ha enregistrat molts dels seus títols com a audiollibres.
La seva novel·la Naiv. Super. (Naif. Super) ha estat traduïda a més de 20 llengües, entre les quals la majoria de les europees, el rus, el turc, el georgià.., però no en català.

### Novel·les
- Tatt av kvinnen (1992)
- Naive, Super (1996)
- L (1999)
- Fakta om Finland (2001)
- Doppler (2004)
- Volvo lastvagnar (2005)
- Muleum (2007)
- Stille dager i Mixing Part (2009)
- Fvonk (2011)

### Altres treballs
- Fisken (1994), llibre per a infants
- Maria & José (1994), llibre de fotografies
- Kurt blir grusom (1995), llibre per a infants i adaptat al cinema d'animació
- Den store røde hunden (1996), llibre per a infants
- Kurt quo vadis? (1998), llibre per a infants
- Detektor (2000), guió
- Jotunheimen, bill.mrk. 2469 (2001), text amb fotografies de Bård Løken
- Kurt koker hodet (2003), obra de teatre i llibre per a infants
- Pingvinhjelpen (2006), obra de teatre
- Organisten (2006), amb Petter Amundsen, no ficció
- The Mischievous Russ/Den Fæle Russen, història breu al llibre de fotografies de Jørn Tomter (The Norwegian Way Arxivat 2009-05-14 a Wayback Machine.)
- Kurtby (2008), llibre per a infants
- Kurt kurér (2010), llibre per a infants